# Złoże kopaliny
Złoże kopaliny – naturalne nagromadzenie minerałów, skał oraz innych substancji, których wydobywanie może przynieść korzyść gospodarczą. Według polskiego prawa złożem kopaliny nie są hałdy pogórnicze, nasypy, składowiska urobku i inne antropogeniczne nagromadzenia minerałów (gdyż nie są pochodzenia naturalnego).
W doktrynie prawa górniczego zakwestionowano odwołanie w przepisie do kryterium możności osiągnięcia korzyści gospodarczej z wydobycia.
Eksploatacja złoża, a w przypadku złóż objętych własnością górniczą – także ich poszukiwanie i rozpoznawanie – wymaga uprzedniego pozyskania odpowiedniej koncesji.